# Janusia
Janusia es un género de plantas con flores con 16 especies perteneciente a la familia Malpighiaceae. Es originario de Sudamérica y México.

## Taxonomía
El género fue descrito por Adrien-Henri de Jussieu  y publicado en Annales des Sciences Naturelles; Botanique, sér. 2,  13: 250 - 251, en el año 1840.  La especie tipo es Janusia guaranitica (A.St.-Hil.) A.Juss.

## Especies
- Janusia amazonica Griseb.
- Janusia anisandra 	(A.Juss.) Griseb.
- Janusia californica Benth.
- Janusia caudata 	Griseb.
- Janusia gracilis A.Gray
- Janusia guaranitica 	(A.St.-Hil.) A. Juss.
- Janusia janusioides W.R.Anderson
- Janusia lindmanii 	W.R. Anderson
- Janusia linearifolia 	(A. St.-Hil.) A. Juss.
- Janusia linearis Wiggins
- Janusia mediterranea 	W.R. Anderson
- Janusia mexicana Brandegee
- Janusia occhionii 	W.R. Anderson
- Janusia prancei 	W.R. Anderson
- Janusia scandens 	(Dubard & Dop) Arènes
- Janusia schwannioides 	W.R. Anderson